# 自由软件基金会
自由軟件基金會（英語：Free Software Foundation，縮寫：FSF）是一個致力於推廣自由軟件的美國民間非營利性組織。它於1985年10月由理查德·斯托曼建立。其主要工作是執行GNU計劃，開發更多的自由軟件。
從其建立到1990年代中自由軟件基金會的基金主要被用來僱用編程師來發展自由軟件。從1990年代中開始寫自由軟件的公司和個人繁多，因此自由軟件基金會的僱員和志願者主要在自由軟件運動的法律和結構問題上工作。

## 最近工作
GNU工程自由软件基金会最早的目的在于促进自由软件的开发，但自由软件基金会也有开发GNU操作系统的任务。
施行GPL自由软件基金会具有施行GNU通用公共许可证和其它GNU许可证的能力和资源，但自由软件基金会只对它拥有版权的软件负责。其它软件必须由它们自己的拥有人来负责，原因是从法律规定上自由软件基金会无法为这些其它软件负责。自由软件基金会每年约接触到50个违反GNU通用公共许可证的事件，自由软件基金会试图不通过法院使对方遵守GNU通用公共许可证。
GNU许可证GNU通用公共许可证是自由软件工程中最普及的许可证。最新的版本（版本3）发表于2007年6月29日。自由软件基金会还发布了GNU宽通用公共许可证和GNU自由文档许可证。
监督版权自由软件基金会拥有大多数GNU软件和一些非GNU自由软件的版权。每个GNU软件包的贡献者必须签署版权文件，这样自由软件基金会可以在诉讼案中在法庭上维护这些软件。此外这样假如许可证有所变化的话不必征求软件所有的贡献者的同意。
自由软件目录自由软件目录是所有自由软件包的一个列表。其中列出的每个软件包含47条信息，比如工程的主页、程序师、编程语言等。目的是提供一个自由软件的搜索引擎和为用户提供一个检查一个软件包是否自由的工具。自由软件基金会为此从联合国教科文组织获得少数基金。计划是将来这个目录可以翻译成不同的语言。
维持自由软件的定义自由软件基金会维持多个定义自由软件运动的文献。
法律教育自由软件基金会举办关于GNU通用公共许可证的法律问题的研究会，向律师提供咨询服务。
工程管理自由软件基金会通过它的GNU草原（GNU Savannah）页面提供工程管理的服务。
颁发奖励自由软件基金会每年颁发两部奖励：自由软件进步大奖和社会福利自由软件奖励。

## 高優先计划
自由软件基金会列出了一個高優先計畫（high priority projects）列表，FSF認為這些計畫需要自由軟體社群們的注意，這些計畫所開發的項目目前並沒有自由軟體可以用來取代非自由軟體。
目前計划：
- Gnash — 自由的Flash player軟件
- Coreboot — 一個自由BIOS的運動
- 一個代替Skype的自由軟件
- 一個自由的視訊編輯軟件
- 一個代替Google Earth的自由軟件
- GNU Octave — 一個代替Matlab的自由軟件
- 代替OpenDWG（英语：OpenDWG）函式庫
- GDB的可逆性偵錯
- 自由的網絡路由器驅動程式
- 一個代替Oracle Forms（英语：Oracle Forms）的自由軟件
- 自動轉錄Automatic transcription

## 结构

### 成员
2002年11月25日自由软件基金会向个人提供自由软件基金会附属会员的可能性。到2005年3月它拥有3400多位附属会员。2003年3月5日它向商业企业提供公司保护计划，到2004年4月它拥有45位公司保护。

### 组织

#### 理事会成员
- Geoffrey Knauth，SFA公司高级程序员
- 亨利·普乐（英语：Henry Poole (technologist)），CivicActions公司的建立人
- Odile Bénassy，巴黎第十一大学计算机科学研究工程师[6][7]
- 傑拉德·傑伊·薩斯曼，麻省理工学院电脑科学教授
- 理查德·斯托曼，自由软件基金会的建立人并任主席至2019年9月16日

### 姊妹组织
2001年在德国成立了欧洲自由软件基金会作为自由软件基金会在欧洲的代表人。2003年在喀拉拉邦成立了印度自由软件基金会。2005年据传有打算成立拉丁美洲自由软件基金会的计划。而在臺灣，與自由軟體基金會無直接關係的中華民國軟體自由協會於2001年成立，又該基金會將自由軟體基金會和GNU的繁體中文業務合併在同一個網站（即GNU繁體中文站 （页面存档备份，存于）），兩者共同推廣自由軟體與開放原始碼的普及。

## 奖励
- 1999年：林纳斯·托瓦兹奖
- 2005年：电子艺术大奖

## 外部連結
- 官方网站
- FSF Europe （页面存档备份，存于）
- FSF India
- 中華民國軟體自由協會 （页面存档备份，存于）